# Indy Pro Series 2007
Le championnat d'Indy Pro Series 2007 a été remporté par le pilote britannique Alex Lloyd sur une monoplace de l'écurie Sam Schmidt Motorsports.

## Règlement
- Tous les pilotes sur Dallara.

## Courses de la saison 2007
| Date        | Lieu              | Vainqueur         | Nationalité      | Écurie                     |
| ----------- | ----------------- | ----------------- | ---------------- | -------------------------- |
| 24 mars     | Miami             | Alex Lloyd        | Royaume-Uni      | Sam Schmidt Motorsports    |
| 31 mars     | St. Petersburg    | Alex Lloyd        | Royaume-Uni      | Sam Schmidt Motorsports    |
| 1er avril   | St. Petersburg    | Alex Lloyd        | Royaume-Uni      | Sam Schmidt Motorsports    |
| 25 mai      | Indianapolis      | Alex Lloyd        | Royaume-Uni      | Sam Schmidt Motorsports    |
| 2 juin      | Milwaukee Mile    | Alex Lloyd        | Royaume-Uni      | Sam Schmidt Motorsports    |
| 16 juin     | Indianapolis (F1) | Hideki Mutoh      | Japon            | Super Aguri Panther Racing |
| 17 juin     | Indianapolis (F1) | Bobby Wilson      | États-Unis       | Brian Stewart Racing       |
| 23 juin     | Iowa              | Alex Lloyd        | Royaume-Uni      | Sam Schmidt Motorsports    |
| 7 juillet   | Watkins Glen      | Wade Cunningham   | Nouvelle-Zélande | AFS Racing                 |
| 8 juillet   | Watkins Glen      | Alex Lloyd        | Royaume-Uni      | Sam Schmidt Motorsports    |
| 14 juillet  | Nashville         | Robbie Pecorari   | États-Unis       | Team KMA Racing            |
| 21 juillet  | Mid-Ohio          | Richard Antinucci | États-Unis       | Cheever Racing             |
| 11 août     | Kentucky          | Hideki Mutoh      | Japon            | Super Aguri Panther Racing |
| 25 août     | Sonoma            | Alex Lloyd        | Royaume-Uni      | Sam Schmidt Motorsports    |
| 26 août     | Sonoma            | Richard Antinucci | États-Unis       | Cheever Racing             |
| 9 septembre | Chicagoland       | Logan Gomez       | États-Unis       | Sam Schmidt Motorsports    |

## Classement des pilotes
| Classement | Pilote              | Pays             | Écurie                       | Nombre de points |
| ---------- | ------------------- | ---------------- | ---------------------------- | ---------------- |
| 1er        | Alex Lloyd          | Royaume-Uni      | Sam Schmidt Motorsports      | 652              |
| 2e         | Hideki Mutoh        | Japon            | Super Aguri Panther Racing   | 481              |
| 3e         | Wade Cunningham     | Nouvelle-Zélande | AFS/Andretti Green Racing    | 423              |
| 4e         | Bobby Wilson        | États-Unis       | Brian Stewart Racing         | 393              |
| 5e         | Mike Potekhen       | États-Unis       | Apex Racing                  | 379              |
| 6e         | Jaime Camara        | Brésil           | AFS/Andretti Green Racing    | 373              |
| 7e         | Logan Gomez         | États-Unis       | Sam Schmidt Motorsports      | 368              |
| 8e         | Robbie Pecorari     | États-Unis       | Team KMA Racing              | 344              |
| 9e         | Stephen Simpson     | Afrique du Sud   | Kenn Hardley Racing          | 340              |
| 10e        | Chris Festa         | États-Unis       | Chip Ganassi Racing          | 313              |
| 11e        | Andrew Prendeville  | États-Unis       | RLR Andersen Racing          | 306              |
| 12e        | Jonathan Klein      | États-Unis       | Team Moore Racing            | 304              |
| 13e        | Ryan Justice        | États-Unis       | Sam Schmidt Motorsports      | 276              |
| 14e        | Sean Guthrie        | États-Unis       | Guthrie Racing               | 274              |
| 15e        | Richard Antinucci   | États-Unis       | Cheever Racing               | 273              |
| 16e        | Brad Jaeger         | États-Unis       | Brian Stewart Racing         | 260              |
| 17e        | Ken Losch           | États-Unis       | Apex Racing                  | 239              |
| 18e        | Joey Scorallo       | États-Unis       | RLR Andersen Racing          | 184              |
| 19e        | Jon Brownson        | États-Unis       | SWE Racing                   | 171              |
| 20e        | Phil Giebler        | États-Unis       | Playa del Racing             | 163              |
| 21e        | Tom Wieringa        | États-Unis       | Guthrie Racing               | 137              |
| 22e        | C. R. Crews         | États-Unis       | Michael Crawford Motorsports | 109              |
| 23e        | Daniel Herrington   | États-Unis       | SpeedWorks                   | 101              |
| 24e        | Matt Jaskol         | États-Unis       | Michael Crawford Motorsports | 100              |
| 25e        | Micky Gilbert       | États-Unis       | Mile Hight Motorsports       | 95               |
| 26e        | Al Unser III        | États-Unis       | Playa del Racing             | 93               |
| 27e        | Marc Williams       | Nouvelle-Zélande | Michael Crawford Motorsports | 88               |
| 28e        | Jay Howard          | Royaume-Uni      | SpeedWorks                   | 56               |
| 29e        | P. J. Abbott        | États-Unis       | Michael Crawford Motorsports | 54               |
| 30e        | Doug Boyer          | États-Unis       | Michael Crawford Motorsports | 52               |
| 31e        | Ben Petter          | États-Unis       | Michael Crawford Motorsports | 36               |
| 32e        | Travis Gregg        | États-Unis       | Team Moore Racing            | 34               |
| 33e        | Leilani Munter      | États-Unis       | Sam Schmidt Motorsports      | 31               |
| 34e        | Steve Ablondi       | États-Unis       | Michael Crawford Motorsports | 22               |
| 35e        | Arie Luyendyk Jr.   | Pays-Bas         | Guthrie Racing               | 21               |
| 36e        | Jimmy Kite          | États-Unis       | SWE Racing                   | 20               |
| 37e        | J. R. Hildebrand    | États-Unis       | RLR Andersen Racing          | 18               |
| 38e        | Tom Wood            | Canada           | Team Moore Racing            | 13               |
| 39e        | Pablo Perez Companc | Argentine        | Chip Ganassi Racing          | 12               |
| 39e        | Shane Jantzi        | Canada           | Brian Stewart Racing         | 12               |
| 39e        | Adam Andretti       | États-Unis       | SpeedWorks                   | 12               |
| 42e        | Shane Lewis         | États-Unis       | Michael Crawford Motorsports | 10               |
| 43e        | A. J. Russell       | États-Unis       | Playa del Racing             | 7                |